# Fortuna (Maranhão)
Fortuna is een gemeente in de Braziliaanse deelstaat Maranhão. De gemeente telt 14.922 inwoners (schatting 2009).